# 飞天舱外航天服

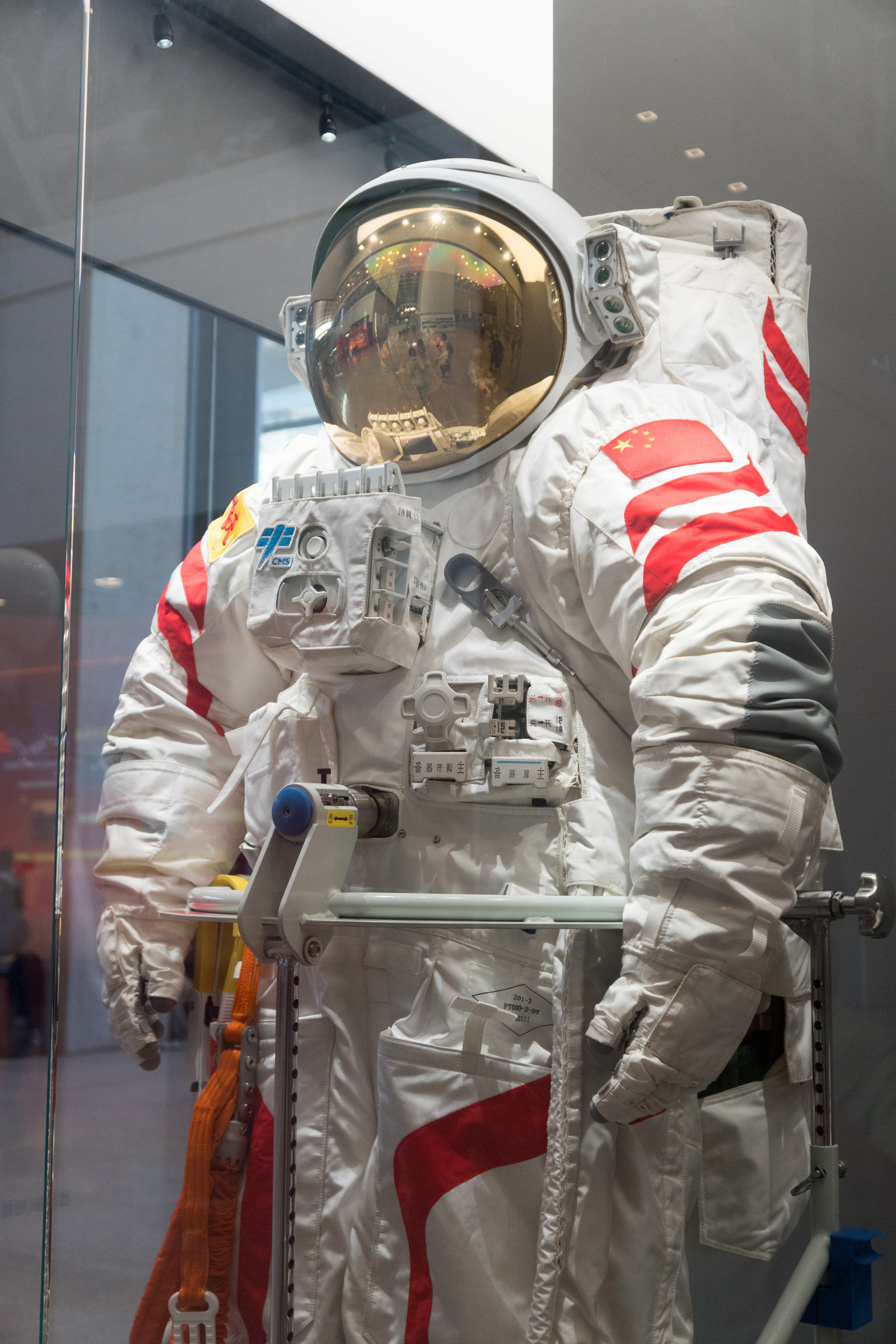
第二代飞天舱外航天服，字体呈现相反是方便太空人使用镜子观察

飞天舱外航天服，是中国载人航天工程出舱活动使用的一种舱外航天服，共有两代，由中国航天员科研训练中心研制。该舱外航天服为航天员在太空提供生命保障、安全防护和通信保障，是航天员出舱活动的主要装备。
2008年9月27日，在神舟七号任务中，航天员翟志刚穿着该航天服，完成了中国首次空间出舱活动。
自2021年中国空间站的建设开始后，已有多名中国航天员穿着改进后的第二代飞天舱外航天服完成了多次出舱活动。其中，2024年12月17日，神舟十九号乘组中的蔡旭哲、宋令东穿着第二代飞天舱外航天服执行的出舱活动，时长约9小时6分钟，使得飞天舱外航天服成为了人类单次太空出舱时长最长的航天服。

## 历史
20世纪70年代，中国首次进行载人航天尝试，研制航天服的尝试以失败告终，此后中国航天服研制停滞30多年。
2004年4月，中国和俄罗斯签署了从俄罗斯“星辰”科研制造联合体引进“海鹰”舱外航天服的合作合同。俄方为中方研制生产了供飞行用的“海鹰”舱外航天服3套，供低压训练用的舱外航天服2套、供水槽训练用的舱外航天服4套，以及舱载对接系统4套，其中飞行用和低压训练用的航天服的供电和通信等设备由中方配套研制。

### 研制过程

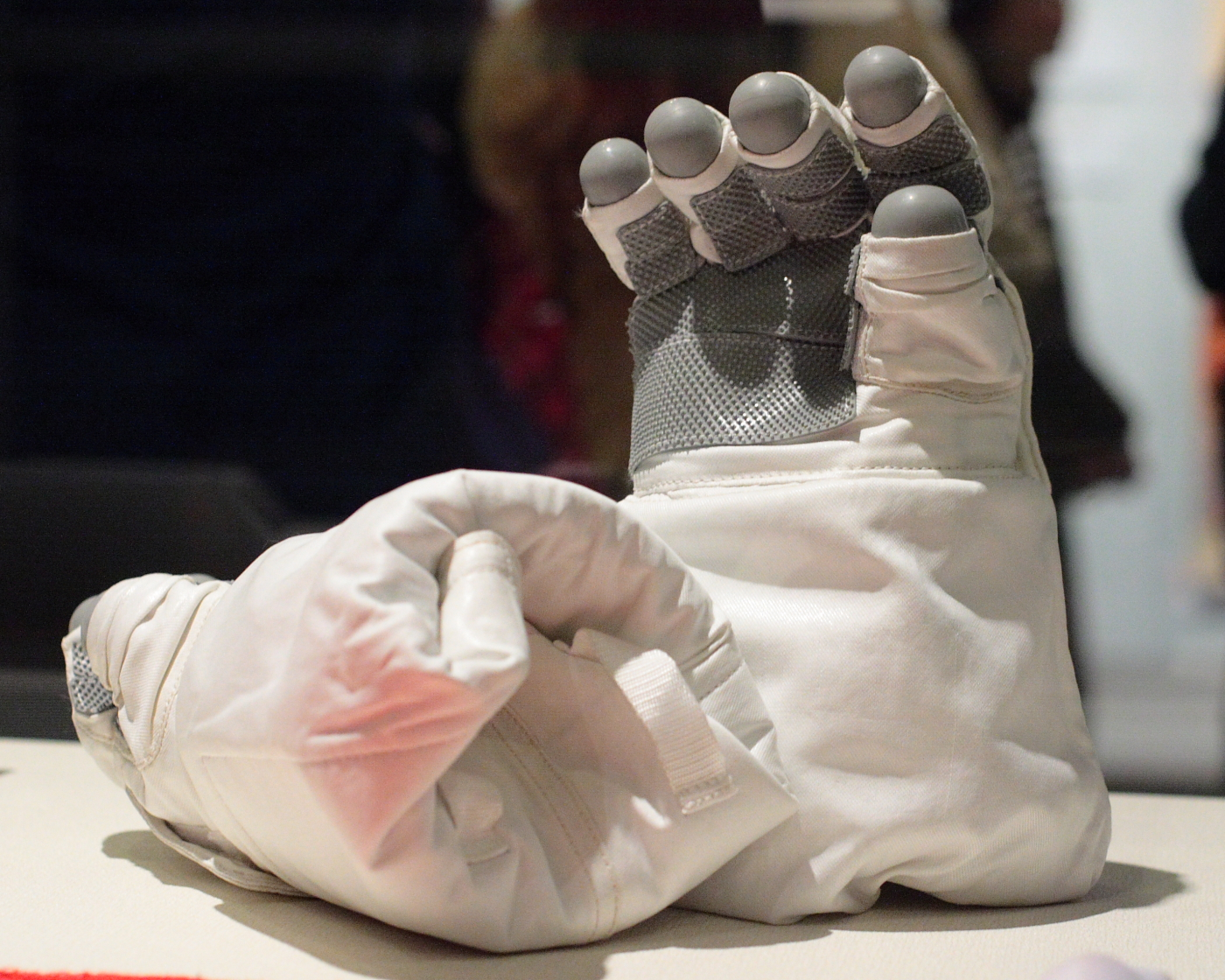
飞天航天服压力手套

2004年7月，中国为执行空间舱外活动任务，决定研制舱外航天服。由责任总设计师李潭秋在中国航天员科研训练中心领头研制。
2005年3月，西安微电子技术研究所开始进行航天服数管设备、生理信号放大器、报警信号放大器等设备研制生产任务。
2005年5月，郑州航天电子技术有限公司开始进行航天服电缆网研制生产。
2006年2月，航天服躯干壳体在运载火箭总装厂开始研制生产。
2006年6月，航天服第一套总装产品完成。同年9月30日，航天服完成初样设计评审，正式转初样阶段。
2007年，舱外航天服转正样研制。2007年底到2008年初，中国第一套舱外航天服及各项配套产品陆续交付。
2008年4月，航天服通过接口匹配联试；同年5月和6月，模拟航天员穿着舱外航天服两次在低压舱通过了人——服装，人——飞船——服装验证试验。
2008年6月，第一代舱外航天服完成通过验收。

## 设计

### 第一代飞天舱外航天服

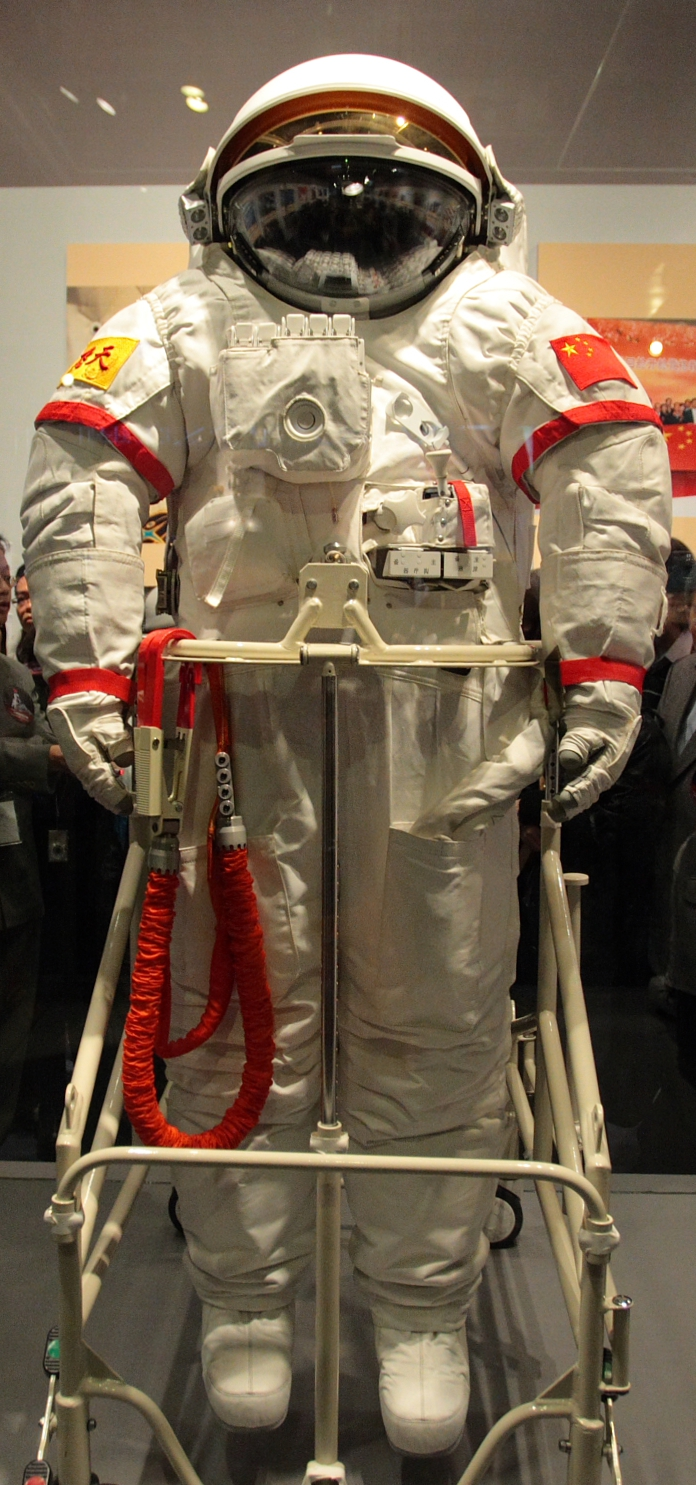
第一代飞天舱外航天服

第一代“飞天”舱外航天服质量为120千克，高2米，配有1.30米高的生命保障系统背包，可支持至少4小时的舱外活动，能重复使用5次以上，价值3000多万人民币，具有供氧、温控、二氧化碳吸收等环境控制、生命保障与安全防护功能，具备信息采集传输、通信能力。航天服采用整体拟人形态半硬式密封结构，即从腰部以上的躯干是硬式结构，四肢为软式结构，采用后背铰链门式穿脱机构。航天服从上到下依次是头盔、上肢、躯干、下肢、压力手套、靴子，适应身高为165至175厘米。
舱外航天服头盔面窗有4层，设计有两层加压结构，外面是防护层结构，镀金滤光面窗起到视觉保障作用；头盔设计有摄像头，可拍摄航天员出舱操作；头盔两侧各有一个照明灯，同时有泄露报警指示灯和语言报警。舱外航天服整体从内到外分为6层，包括由防静电棉布的舒适层、橡胶质地的备份气密层、复合关节结构组成的主气密层、涤纶面料的限制层、通过热反射来实现隔热的隔热层、最外面的外防护层。躯干达到7层，最厚的挂包有20层。
舱外航天服躯干壳体为铝合金薄壁硬体结构，壁厚为1.5毫米，抗压能力超过120千帕。服装的气液控制台，可自动控制气体液体流动，使航天员得到适宜的空气和温度。航天服最外层的防护材料耐受正负100摄氏度以上的温差变化；服装携带的氧气瓶，采用复合压力，既保证安全又能带尽可能多的氧气。航天服温度系统可以保证24-28摄氏度左右范围。舱外航天服在关节设计采用了“虾”结构，相比其他航天服依靠挤压变形的波纹结构，更加保证了关节灵活和密封性。
生命保障系统背包作为航天服穿脱口的密封门，其壳体内安装舱外航天服生保设备，壳体下端安装有挂包、备用氧瓶等。背包关闭通过拉紧钢索和操作关闭手柄完成。压力手套外层为纤维织物，有2层气密，使用特殊隔热橡胶材料，可耐受100℃高温；为保持触觉指尖部分采用1层气密层。
第一代“飞天”舱外航天服无动力装置。舱外航天服胸甲右下侧伸出了两根一长一短橘黄色安全系绳，其内部有弹簧，最长可拉至3米，能够承受一吨的拉力。绳的另一端是两个挂钩，可以在舱外活动时在轨道舱壁的扶手上固定。航天服腰部左侧有一根与飞船相连的8米长的“电脐带”，可用于传输航天员生理参数，也可作为安全系绳的备份。穿脱时间在地面上可自行在2至3分钟内穿脱。在太空中，从准备工作到完全穿好服装，大约15个小时。
| 参数 - 工作压力： 40 kPa（5.8 psi） - 质量： 120（260磅） - 舱外生命保障时间： 至少4小时 - 可靠系数： 0.997 - 重复使用： 5次以上 | 参数 - 气体泄漏率： 不大于2升/分钟 - 应急供氧时间： 不小于30分钟 - 平均散热量： 300瓦 - 外层耐温： 正负110 °C（230 °F） - 抗压能力： 120 kPa（17 psi） |

### 第二代飞天舱外航天服

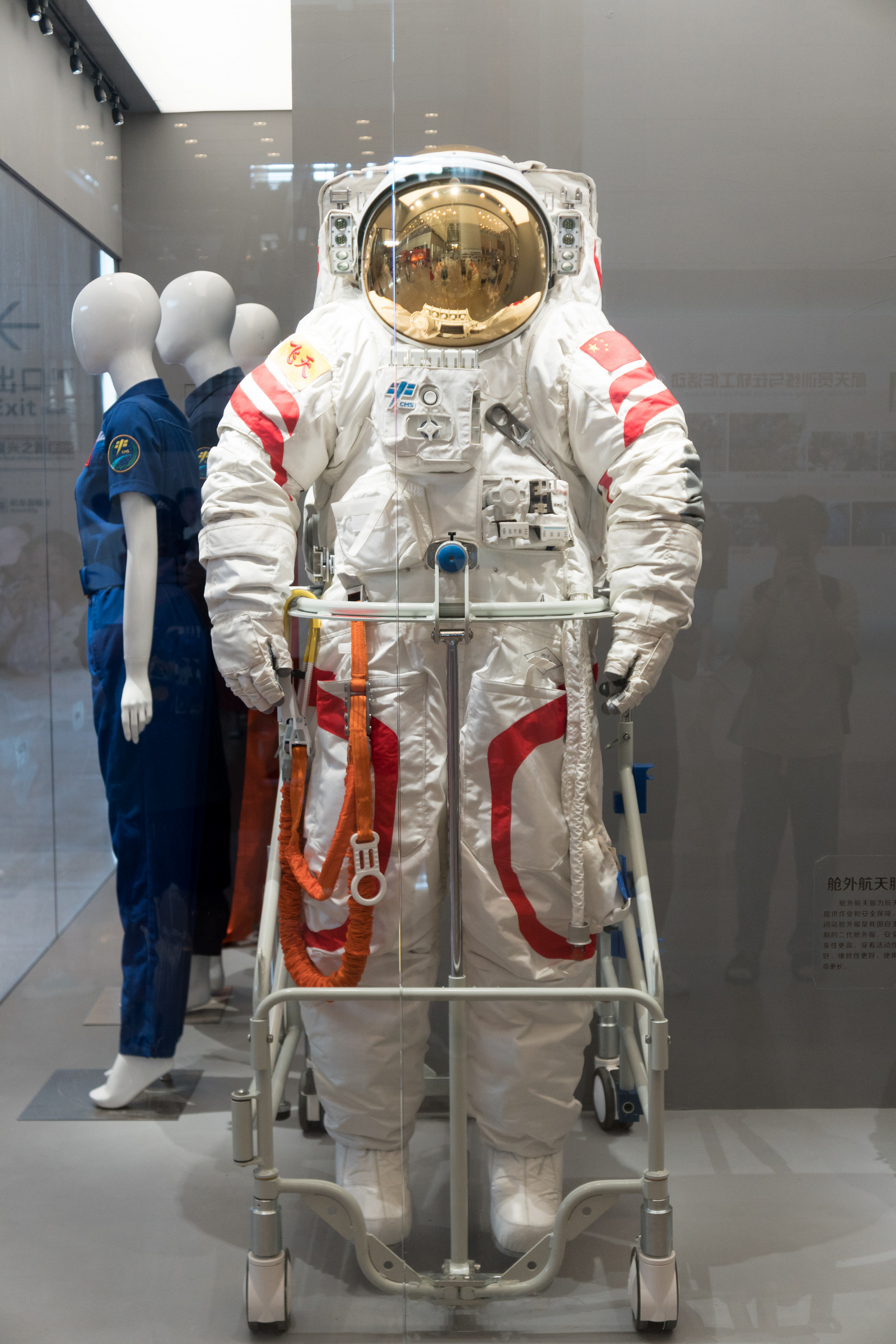
第二代飞天舱外航天服

改进后的飞天舱外航天服在2021年7月4日的神舟十二号乘组首次出舱活动中第一次亮相。和初代相比，第二代飞天舱外航天服的主要改进有：
- 适应身高由165-175厘米扩展至160-180厘米
- 自主工作时间从四小时提高至八小时
- 设计使用次数从两年五次提高到三年十五次

舱外航天服的躯干外壳装有电控台、气液控制台、气液组合插座、应急供氧管、电脐带，其中电控台里有照明、数码管控、机械式压力表等9个开关，汉语词典大小的气液控制台里集成了20多种阀门。全部设备采用数字信号处理，显示屏则采用最先进的有机发光显示器技术，使显示器更大、更薄、更省电、更能耐受高低温，显示色彩更艳丽。
第二代飞天舱外服也是首次在考虑两性需求的前提下进行设计，即专门设计了适合女性使用的版本。该版本对航天服下肢进行了一些更适体性的版型优化，对关节对位机制进行了专门设计，能满足适应体型瘦小的航天员的需求。编号为“C”的第三套配置在中国空间站的飞天舱外服即是这一版本。
制作第二代飞天舱外航天服的耗时很长，仅下肢限制层就需要260多个小时，头盔面窗的制作需要经过47道工序，装配一整套舱外航天服则需要近四个月。
第二代飞天舱外航天服的造价约3000万元人民币。
| 参数 - 工作压力： 40 kPa（5.8 psi） - 质量： 130（290磅） - 舱外生命保障时间： 至少8小时 - 可靠系数： 0.997 - 重复使用： 15次以上 | 参数 - 气体泄漏率： 不大于2升/分钟 - 应急供氧时间： 不小于30分钟 - 平均散热量： 300瓦 - 外层耐温： 正负110 °C（230 °F） - 抗压能力： 120 kPa（17 psi） |

## 任务

### 神舟七号
神舟七号任务使用了一套第一代飞天舱外航天服和一套海鹰航天服。2008年9月27日16时34分，航天员翟志刚首次穿着飞天舱外服，完成了中国首次出舱活动，并向安装在舱外的摄影机挥手和挥动五星红旗。翟志刚其后取回舱外装载的固体润滑实验试验样品，并开始太空漫步。16时58分，航天员成功完成舱外活动，返回轨道舱内，出舱活动持续时间25分23秒，“太空漫步”大约10分钟。

### 天宫空间站

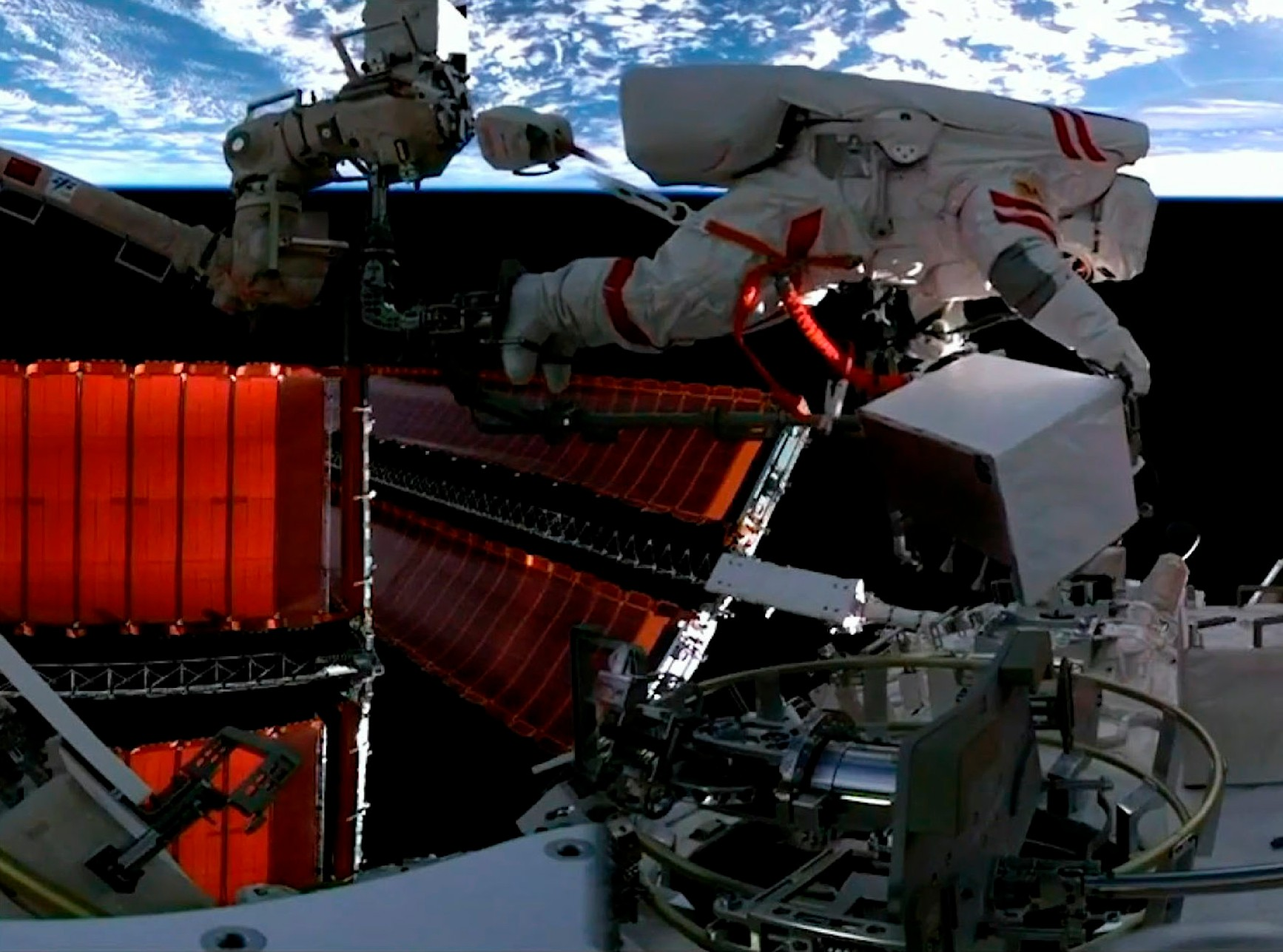
航天员费俊龙穿着飞天舱外航天服在中国空间站上进行出舱活动

先后共有三套第二代飞天舱外航天服随航天器发射入轨，配置在天宫空间站，编号依次为A、B、C。为了在多名航天员同时使用飞天舱外服进行舱外活动时方便区分，这三套服装配有标识色带（舱外服A为“国旗红”，舱外服B为“太空蓝”，舱外服C为“国旗黄”）。舱外服A和B于2021年4月29日随天和核心舱发射，自神舟十二号第一次出舱活动（总第1次）起开始使用；舱外服C则于2021年9月20日由天舟三号运送至天宫空间站，自神舟十三号第一次出舱活动（总第3次）起开始使用。
2021年7月4日8时11分，神舟十二号乘组航天员刘伯明开启天和核心舱节点舱出舱舱门，11时02分，航天员刘伯明、汤洪波身着新一代飞天舱外航天服先后从天和核心舱节点舱出舱，完成在机械臂上安装脚限位器和舱外工作台，14时57分，经过约7小时的出舱活动，航天员刘伯明、汤洪波安全返回天和核心舱。
| 编号               | 出舱任务           | 开始时间 （UTC+8）   | 结束时间 （UTC+8）   | 时间长度           | 航天服使用者             | 航天服使用者             | 航天服使用者             |
| 编号               | 出舱任务           | 开始时间 （UTC+8）   | 结束时间 （UTC+8）   | 时间长度           | 舱外航天服A （红色饰带） | 舱外航天服B （蓝色饰带） | 舱外航天服C （黄色饰带） |
| ------------------ | ------------------ | -------------------- | -------------------- | ------------------ | ------------------------ | ------------------------ | ------------------------ |
| 1                  | 神舟十二号 第1次   | 2021年7月4日 08:11   | 2021年7月4日 14:57   | 6小时46分钟        | 刘伯明                   | 汤洪波                   |                          |
| 2                  | 神舟十二号 第2次   | 2021年8月20日 08:38  | 2021年8月20日 14:33  | 5小时55分钟        | 聂海胜                   | 刘伯明                   |                          |
| 3                  | 神舟十三号 第1次   | 2021年11月7日 18:51  | 2021年11月8日 01:16  | 6小时25分钟        | 翟志刚                   |                          | 王亚平                   |
| 4                  | 神舟十三号 第2次   | 2021年12月26日 18:44 | 2021年12月27日 00:55 | 6小时11分钟        | 翟志刚                   |                          | 叶光富                   |
| 5                  | 神舟十四号 第1次   | 2022年9月1日 18:26   | 2022年9月2日 00:33   | 6小時7分钟         |                          | 陈冬                     | 刘洋                     |
| 6                  | 神舟十四号 第2次   | 2022年9月17日 13:35  | 2022年9月17日 17:47  | 4小时12分钟        |                          | 陈冬                     | 蔡旭哲                   |
| 7                  | 神舟十四号 第3次   | 2022年11月17日 11:16 | 2022年11月17日 16:50 | 5小时34分钟        |                          | 陈冬                     | 蔡旭哲                   |
| 8                  | 神舟十五号 第1次   | 2023年2月9日 17:10   | 2023年2月10日 00:16  | 7小时6分钟         | 费俊龙                   | 张陆                     |                          |
| 9                  | 神舟十五号 第2次   | 2023年2月28日        | 2023年2月28日        | 合计约20小时       | 费俊龙                   | 张陆                     |                          |
| 10                 | 神舟十五号 第3次   | 2023年3月30日        | 2023年3月30日        | 合计约20小时       | 费俊龙                   | 张陆                     |                          |
| 11                 | 神舟十五号 第4次   | 2023年4月15日        | 2023年4月15日        | 合计约20小时       | 费俊龙                   | 张陆                     |                          |
| 12                 | 神舟十六号 第1次   | 2023年7月20日 13:45  | 2023年7月20日 21:40  | 7小时55分钟        |                          | 景海鹏                   | 朱杨柱                   |
| 13                 | 神舟十七号 第1次   | 2023年12月21日 14:10 | 2023年12月21日 21:35 | 7小时25分钟        | 汤洪波                   | 唐胜杰                   |                          |
| 14                 | 神舟十七号 第2次   | 2024年3月2日 05:40   | 2024年3月2日 13:32   | 7小时52分钟        | 汤洪波                   | 江新林                   |                          |
| 15                 | 神舟十八号 第1次   | 2024年5月28日 10:35  | 2024年5月28日 18:58  | 8小时23分钟        | 叶光富                   | 李广苏                   |                          |
| 16                 | 神舟十八号 第2次   | 2024年7月3日 16:19   | 2024年7月3日 22:51   | 6小时32分钟        | 叶光富                   | 李聪                     |                          |
| 17                 | 神舟十九号 第1次   | 2024年12月17日 12:51 | 2024年12月17日 21:57 | 9小时6分钟         | 蔡旭哲                   | 宋令东                   |                          |
| 18                 | 神舟十九号 第2次   | 2025年1月20日 16:55  | 2025年1月21日 01:12  | 8小时17分钟        | 蔡旭哲                   | 宋令东                   |                          |
| 19                 | 神舟十九号 第3次   | 2025年3月21日 13:45  | 2025年3月21日 20:50  | 7小时5分钟         | 蔡旭哲                   | 宋令东                   |                          |
| 20                 | 神舟二十号 第1次   | 2025年5月22日 08:50  | 2025年5月22日 16:49  | 7小时59分钟        | 陈中瑞                   | 陈冬                     |                          |
| 21                 | 神舟二十号 第2次   | 2025年6月26日 15:04  | 2025年6月26日 21:29  | 6小时25分钟        | 陈中瑞                   | 陈冬                     |                          |
| 22                 | 神舟二十号 第3次   | 2025年8月15日 16:00  | 2025年8月15日 22:47  | 6小时47分钟        | 王                       | 陈冬                     |                          |
| 航天服合计使用次数 | 航天服合计使用次数 | 航天服合计使用次数   | 航天服合计使用次数   | 航天服合计使用次数 | 18                       | 20                       | 6                        |

## 轶事

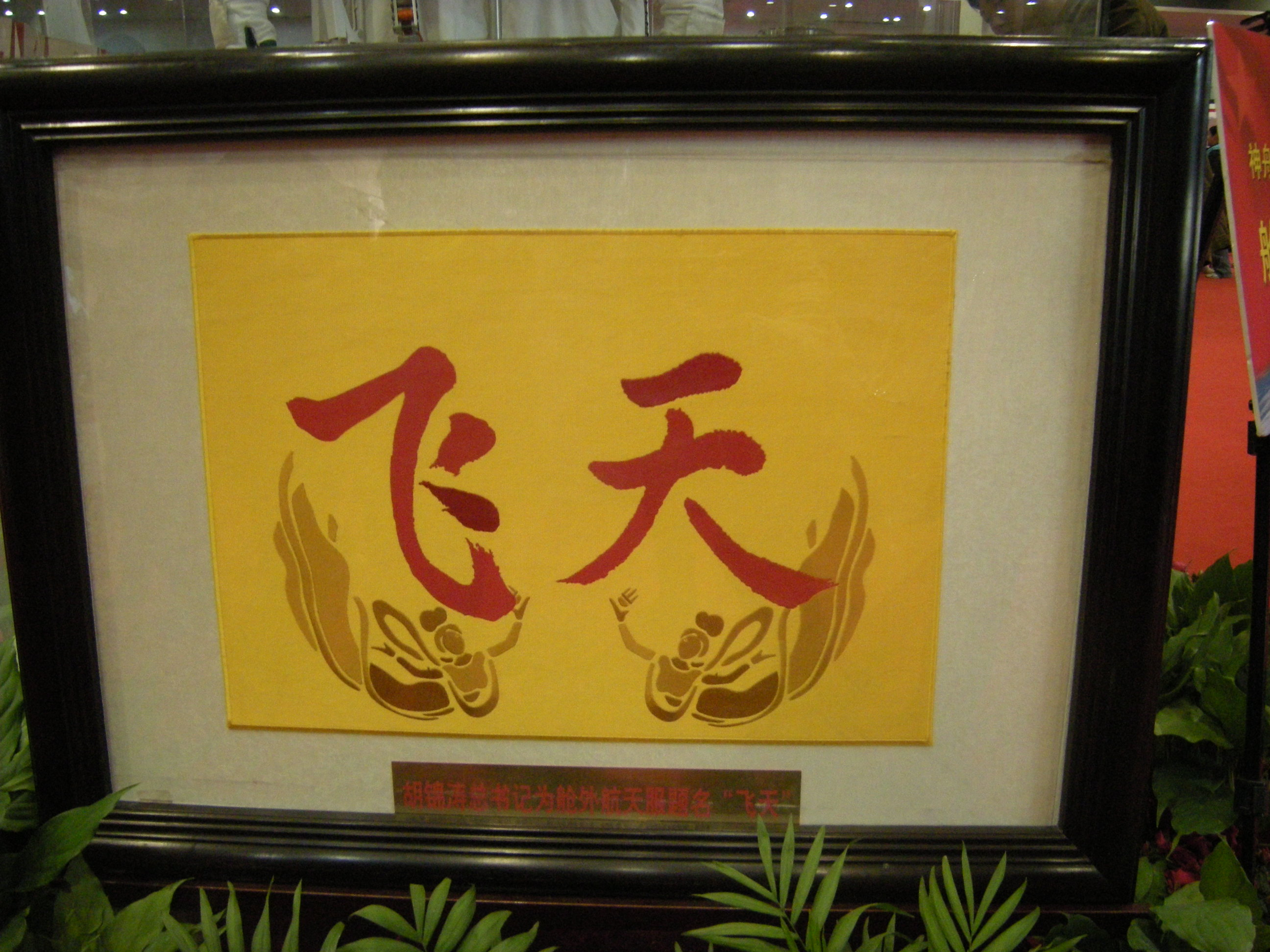
胡锦涛题写的“飞天”字样

飞天舱外航天服右臂的“飞天”两字是由时任中共中央总书记、国家主席、中央军委主席胡锦涛题写，“飞天”两字下方绣有两个敦煌的飞天美女，形象来自莫高窟壁画的飞天形象。
受限于返回舱返回重量，执行神舟七号任务的飞天舱外航天服与海鹰舱外航天服一同被丢弃在轨道舱内，随轨道舱轨道衰减坠入大气层烧毁。

## 图集

### 第一代飞天舱外航天服
- 第一代飞天舱外航天服右臂
- 第一代飞天舱外航天服胸部
- 第一代飞天舱外航天服左侧
- 第一代飞天舱外航天服右侧
- 第一代飞天舱外航天服正面

### 第二代飞天舱外航天服
- 第二代飞天舱外航天服
- 第二代飞天舱外航天服
- 第二代飞天舱外航天服